# TECH GIAN
《TECH GIAN》（テックジャイアン）是enterbrain發行的日本成人遊戲雜誌，1996年9月21日創刊，現已于2021年停刊。

## 連載漫畫
- 魔乳秘劍帖（山田秀樹）2005年9月号－不明
- あお☆てん! Newスーパーリアル麻雀（原作：ヤマモト南北，作畫：P-ALPHA）2010年12月号－不明
- 變身！！！（原作：May-Be SOFT，作畫：しんしん）2013年7月號－2014年1月號
- 妹天堂！2（原作：MOONSTONE Cherry，作畫：御影石材）2013年8月號－2014年2月號
- 絕對最胸☆歐派戰爭!! ～巨乳王國vs貧乳王國～（原作：softhouse-seal GRANDEE，作畫：ポニーR）2013年8月號－不明

## 連載小說
- Schwarzesmarken（原作：吉宗鋼紀、文：内田弘樹，插圖：CARNELIAN）2011年1月号－不明

## 外部連結
- TECH GIAN（页面存档备份，存于）（日語）